# Wolf 424
Wolf 424 – jedna z najbliższych Układowi Słonecznemu gwiazd podwójnych. Układ ten tworzą dwa czerwone karły. Znajduje się on w gwiazdozbiorze Panny, w odległości ok. 14 lat świetlnych od Słońca. Obserwowana wielkość gwiazdowa układu to 12,47m, nie jest widoczny gołym okiem.

## Właściwości fizyczne
Obie gwiazdy systemu Wolf 424 należą do późnego typu widmowego M; mają bardzo podobne masy, około siedem razy mniejsze niż Słońce. Składniki okrążają wspólny środek masy co około 16 lat. Jest to gwiazda rozbłyskowa, jako taka nosi oznaczenie FL Virginis.